# Nephodia similis
Nephodia similis là một loài bướm đêm trong họ Geometridae.